# توماس شالر
توماس شالر (بالإنجليزية: Thomas Schaller)‏ هو عالم سياسة أمريكي، ولد في 17 يناير 1967.